# Chapelle Saint-Roch de Thiers
Pour les articles homonymes, voir Chapelle Saint-Roch.
La chapelle Saint-Roch est une chapelle catholique construite en 1630 sur un îlot rocheux surplombant la vallée de la Durolle. Elle est située à Thiers sur le territoire auvergnat. 
Elle est le point de convergence entre la vallée des rouets et la vallée des usines, deux lieux important de l'activité coutelière et papetière du pays Thiernois.

## Histoire
En 1630, Thiers sort d'une longue épidémie de peste qui prit son départ en 1628, deux ans auparavant causant de cruels ravages sur la population. À son ouverture, le véritable nom de la chapelle est chapelle du Puy Seigneur. Elle fut érigée par un riche marchand papetier nommé Gilbert Bodiment.
C'est un acte notarié du 19 mars 1630, qui révèle le début de la construction, par lequel Jean Chassonnerie maître maçon de Thiers, s'engage vis-à-vis du dit Bodiment à bâtir la chapelle.
Tous les 16 août, des habitants du quartier entourant la chapelle viennent la nettoyer pour y organiser un pèlerinage. C'est une fête en honneur de Saint-Roch, ancien patron de la paroisse qui prendra plus tard son nom.

## Situation géographique
La chapelle sépare la vallée des rouets et la vallée des usines. Elle surplombe, au fond de la vallée tortueuse et pittoresque de la Durolle, tous les villages et lieux-dits l'avoisinant. Depuis les montagnes et collines s'en approchant vaguement, elle semble vouloir monter le plus haut possible dans l'altitude face au grondement des rouets et des cascades au fond de la vallée l'entourant.
Perdue sur un éperon rocheux, entre activité industrielle et urbanisation, elle est un lieu de calme où les visiteurs peuvent se ressourcer.
Seuls les piétons peuvent accéder aux marches d'escaliers donnant sur l'entrée du monument religieux.

## Galerie

Panorama de la chapelle en septembre 2017.